# Arnold von Bruck
Arnold von Bruck   (Bruges, c. 1500 - Linz, 6 de febrer de 1554), també Arnold de Pruck, Arnoldus de Bruck, Arnoldus Brugensis ("Arnold de Bruges") fou un polifonista flamenc - austríac de l'escola francoflamenca.
Fou mestre de capella de Ferran I del Sacre Imperi Romanogermànic. En commemoració del seu nomenament s'encunyà una medalla amb al següent inscripció: Eikon Arnoldi A. Bruch. R.R.M.R.C. Cantorum Praesidis 1536. Moltes de les seves composicions, motets en la seva majoria, es conserven en les biblioteques de Múnic i Viena. També va compondre lieder i cançons escolars.